# Cynipoidea
Super-famille
Les Cynipoidea forment une super-famille d'insectes comportant huit familles d'hyménoptères apocrites térébrants.
Les Archaeocynipidae sont placés dans les Proctotrupoidea.

## Classification
Famille Austrocynipidae Riek, 1971
Famille Cynipidae Latreille, 1802
- Sous-famille Hodiernocynipinae Kovalev, 1994
- Sous-famille Cynipinae Latreille, 1802
  - Tribu Aylacini Ashmead, 1903
  - Tribu Cynipini Latreille, 1802
  - Tribu Diplolepidini Latreille, 1802
  - Tribu Eschatocerini Ashmead, 1903
  - Tribu Pediaspidini Ashmead, 1903
  - Tribu Synergini Ashmead, 1896

Famille Figitidae Thomson, 1862
- Sous-famille Rasnicynipinae Kovalev, 1996
- Sous-famille Palaeocynipinae Kovalev, 1994
- Sous-famille Parnipinae Ronquist & Nieves-Aldrey, 2001
- Sous-famille Thrasorinae Kovalev, 1994
- Sous-famille Charipinae Dalla Torre & Kieffer, 1910
  - Tribu Protocharipini Kovalev, 1994
  - Tribu Alloxystini Hellén, 1931
  - Tribu Charipini Dalla Torre & Kieffer, 1910
- Sous-famille Anacharitinae Thomson, 1862
- Sous-famille Figitinae Thomson, 1862
- Sous-famille Eucoilinae Thomson, 1862
- Sous-famille Pycnostigminae Cameron, 1905
- Sous-famille Aspicerinae Dalla Torre & Kieffer, 1910
  - Tribu Palaeoaspicerini Kovalev, 1994
  - Tribu Aspicerini Dalla Torre & Kieffer, 1910
- Sous-famille Emargininae Kovalev, 1994

Famille Gerocynipidae Liu & Engel, 2007
Famille Ibaliidae Thomson, 1862
- Sous-famille Eileenellinae Kovalev, 1994
- Sous-famille Ibaliinae Thomson, 1862

Famille Liopteridae Ashmead, 1895
- Sous-famille Proliopterinae Liu & Engel, 2007
- Sous-famille Mayrellinae Hedicke, 1922
- Sous-famille Dallatorrellinae Kieffer, 1911
- Sous-famille Goeraniinae Liu & Engel, 2007
- Sous-famille Liopterinae Ashmead, 1895
- Sous-famille Oberthuerellinae Kieffer, 1903

Famille Protimaspidae Liu & Engel, 2007
Famille Stolamissidae Liu & Engel, 2007

## Référence
- Zhiwei Liu, Michael S. Engel, David A. Grimaldi, 2007 : Phylogeny and Geological History of the Cynipoid Wasps (Hymenoptera: Cynipoidea). American Museum Novitates, n. 3583, p. 1-48 (texte original).